# Dörflingen
Dörflingen és un municipi del cantó de Schaffhausen (Suïssa).

Vista general